# Татьяна (танец)
Татьяна (Татьянка; укр. Тетяна, Тетянка) — украинский народный танец-кадриль. Живой, темпераментный с мимикой и импровизацией. Музыкальный размер 2/4. Танец начинается с песни шуточного содержания, а затем продолжается под музыку на мотив песни.
Танцуют на Черниговщине (под песню «Ой Тетяна, Тетяна», «Жаль мені на Тетяну, жаль мені на її»), Винничине («За Тетяну, за Тетяну, що Тетяна вмерла»), Полтавщине («На Тетяну поговір, що Тетяна вмерла», «Ой Тетяно, Тетяно»), Ровенщине («Ой Тетяно, Тетяно», «Йшла Тетяна з коршми п'яна»).